# General W. P. Richardson
Die USS General W. P. Richardson (AP-118) war ein 1944 in Dienst gestellter Truppentransporter der United States Navy, benannt nach dem US-General Wilds P. Richardson, der in den letzten Monaten des Zweiten Weltkriegs zum Einsatz kam und seit 1949 als Passagierschiff fuhr. Nach einem weiteren Militäreinsatz während des Koreakriegs stand das Schiff unter verschiedenen Namen und Eignern ausschließlich im zivilen Liniendienst und wurde 1970 für Kreuzfahrten umgebaut. Die ehemalige General W. P. Richardson blieb bis März 2000 in Fahrt und galt damit zuletzt als eines der ältesten Hochseekreuzfahrtschiffe der Welt. Nach vier Jahren Liegezeit ging sie 2004 zum Abwracken ins indische Alang.

## Geschichte
Die General W. P. Richardson entstand unter der Baunummer 276 in der Federal Shipbuilding and Drydock Company in Kearny und wurde am 6. August 1944 vom Stapel gelassen. Nach seiner Ablieferung an die United States Navy am 31. Oktober 1944 nahm das Schiff am 10. Dezember den Dienst mit einer Reise von Boston nach Southampton auf.
Die General W. P. Richardson überstand den Krieg und wurde nach gut zwei weiteren Dienstjahren im März 1948 aufgelegt. Noch im selben Jahr ging das Schiff in Charter an die American Export Lines, die es zu einem Passagierschiff umbauen ließ und 1949 als La Guardia in Dienst stellte.
Im Dezember 1951 wurde die La Guardia nach Auslaufen der Charter an die US Maritime Commission zurückgegeben und erneut aufgelegt. Nach fünf Jahren Liegezeit ging das Schiff in den Besitz des Mischkonzern Textron über, der es jedoch noch im selben Jahr an die Hawaiian S.S. Company verkaufte. Von Juli 1956 bis Dezember 1957 war es unter dem Namen Leilani in Fahrt, ehe es abermals aufgelegt wurde.
1960 ging die Leilani in den Besitz der American President Lines über, die sie nach einem weiteren Umbau ab Mai 1962 unter dem Namen President Roosevelt für Reisen zwischen San Francisco und Yokohama einsetzten. Hierbei wurden zumeist auch Hongkong und Manila angelaufen. Ab 1969 folgten zudem Kreuzfahrten nach Alaska. Das Schiff verfügte über hohen Standard. So hatte jede der für damalige Verhältnisse geräumigen Kabinen ein eigenes Badezimmer, zudem war das gesamte Schiff klimatisiert und besaß Stabilisatoren.

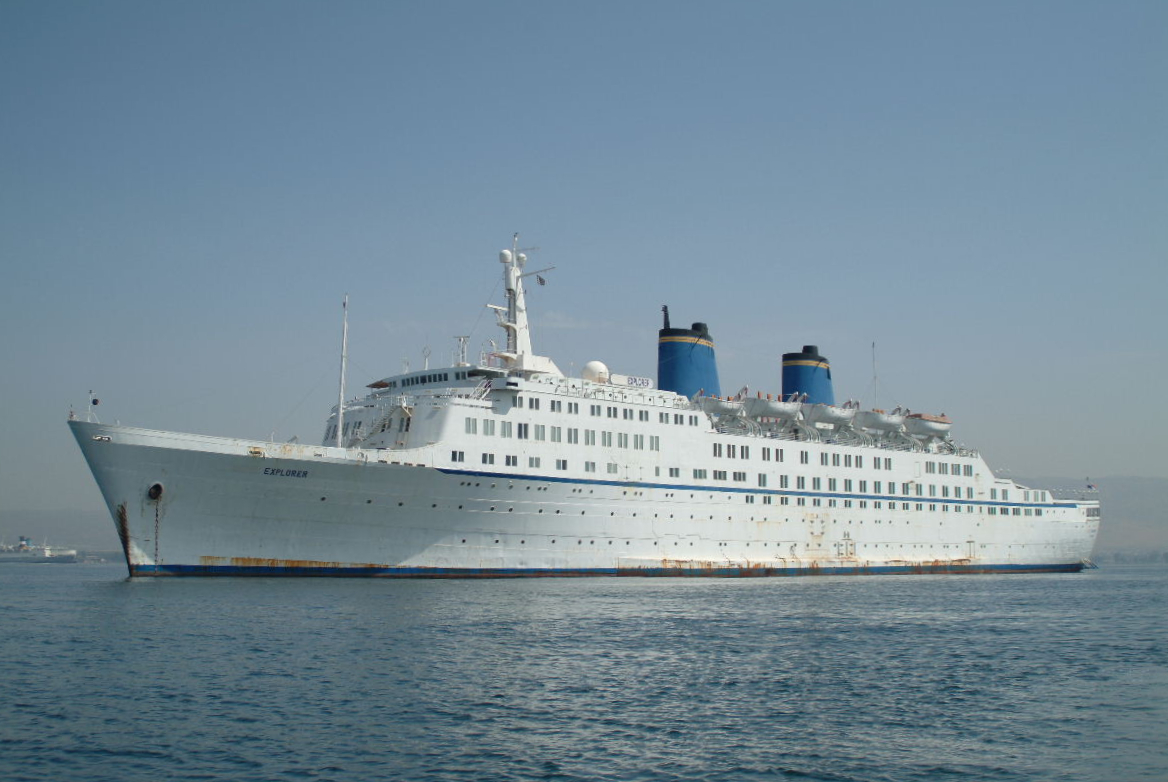
Als Explorer in Eleusis, Juni 2004

1970 übernahm die griechische Reederei Chandris das Schiff unter dem Namen Atlantis. Nach einem Umbau zum Kreuzfahrtschiff nahm es ab Juni 1971 den Dienst auf, blieb aber weiterhin in den Vereinigten Staaten beheimatet. Nach gut einem Jahr ging die Atlantis schließlich im Oktober 1972 als Emerald Seas an die Eastern Cruise Lines und wurde ab Dezember für Kreuzfahrten von Miami nach Nassau eingesetzt. 1983 lief das Schiff kurzzeitig unter Charter der Commodore Cruise Lines. 1986 benannte sich die Eastern Cruise Lines in Admiral Cruise Lines um. Am 31. Juli desselben Jahres wurden bei einem Brand an Bord der Emerald Seas 17 Menschen verletzt. Das Schiff konnte im nächsten Hafen repariert werden und kurz darauf in den Dienst zurückkehren.
1992 beendete die Emerald Seas ihre Dienstzeit nach zwanzig Jahren unter diesem Namen. Im selben Jahr wechselte sie dreimal ihren Namen in Funtastica, Terrifica und Sapphire Seas, kam jedoch nicht wieder in Fahrt, sondern wurde stattdessen im Oktober 1994 in Piräus aufgelegt. 1998 lag das Schiff als schwimmendes Hotel während der Weltausstellung im Hafen von Lissabon. Anschließend wurde es in Ocean Explorer I umbenannt und von der World Cruise Company für bis ins Jahr 2002 geplante Weltreisen erneut in Dienst gestellt, jedoch frühzeitig am 25. März 2000 wegen technischer Probleme wieder ausgemustert und erneut aufgelegt.
Eine weitere geplante Nutzung als Hotelschiff während der Olympischen Spiele in Athen im April 2004 zerschlug sich. Stattdessen wurde das mittlerweile sechzig Jahre alte Schiff in Explorer umbenannt und zum Abwracken ins indische Alang verkauft, wo es am 1. Dezember 2004 eintraf.